# گرگ‌ماهی برینگ
گرگ‌ماهی برینگ (نام علمی: Anarhichas orientalis) نام یک گونه از سرده گرگ‌ماهی‌های اصلی است.